# HMS Snapdragon (1940, South Bank-on-Tees)
HMS Snapdragon (K10) was een korvet uit de Flowerklasse van de Royal Navy. Het schip werd voornamelijk ingezet als escorteschip en was gespecialiseerd in antiduikboot- en mijnenvegeroperaties.

## Bouw
Het schip werd op 31 augustus 1939 besteld door de Britse marine. Op 27 september 1939 werd begonnen met de bouw op de scheepswerf van William Simons & Co. in Renfrew, Schotland. De tewaterlating was op 3 september 1940 en op 28 oktober van datzelfde jaar werd het schip in dienst gesteld. HMS Snapdragon werd aangedreven door een quadriple-expansiestoommachine met enkele aandrijfas en scheepsschroef. De zuigerstoommachine had een motorvermogen van 2.750 paardenkrachten, waarmee het korvet een snelheid van 17 knopen haalde.

## Bewapening
Als hoofdbewapening had het schip een 102 mm achterlader-kanon dat was bedoeld om op onderzeeërs te schieten. Daarnaast had het schip twee dieptebomrails met 40 dieptebommen. De meeste Flowerklasse-korvetten waren uitgerust met 40 mm snelvuurkanonnen als luchtafweergeschut, maar omdat er een tekort was aan deze zogenaamde "pom-poms" kreeg de HMS Snapdragon twee Vickers M.18-mitrailleurs en twee Vickers .50-mitrailleurs; deze laatsten waren in feite M.18s waarvan het kaliber was vergroot van 7,7 mm naar 12,7 mm.

## Ondergang
Op 19 december 1942 werd de Snapdragon in de Middellandse Zee ten noordwesten van Benghazi (Libië) door een enkele bommenwerper van de Luftwaffe aangevallen. Geen enkele vliegtuigbom raakte het schip, maar minstens één bom ontplofte vlak bij het schip toen deze het water raakte. Iedereen op de brug, waaronder kapitein Hugh Crofton Simms, kwam hierbij om het leven. De scheepsromp raakte beschadigd waarna het schip zonk. Er vielen in totaal 24 doden; de rest van de bemanning werd gered door een Amerikaanse motortorpedoboot.